# Tolnay Lajos (üzletember)
Tolnay Lajos (Sajószentpéter, 1948. szeptember 27. – ) magyar kohómérnök, üzletember. 2010-ben a 21. leggazdagabb magyarnak számított 23 milliárdra becsült vagyonával.

## Élete
Apja orvos volt. Az általános iskolát szülővárosában kezdte, de tízéves korában a család Miskolcra költözött, és a Szeles utcai, Vasvári Pál Általános Iskolában folytatta a tanulást. Középiskolába a Földes Ferenc Gimnáziumba járt. Ott kezdett el atletizálni, majd a DVTK-ban utánpótlás válogatottságig vitte, később sérülés miatt abbahagyta a sportolást. 1966-ban felvették a miskolci Nehézipari Műszaki Egyetem Kohómérnöki Karára. Itt végzett 1971-ben, metallurgus szakon. Diplomatervének címe Ferromangán gyártás nagyolvasztóban volt.
Az egyetem után a Lenin Kohászati Művekben, a martinacélműben kezdett dolgozni, először váltóműszakos acélgyártóként. 1973-ban műszakos üzemvezetőnek nevezték ki. Közben elvégezte a Marx Károly Közgazdaságtudományi Egyetem külkereskedelmi szakát, 1976-ban végzett. 1976 és 1982 között a gyár beruházáskoordinációs osztályán dolgozott. 1986-ban szerezte meg doktori tudományos fokozatát közgazdasági témában (Egy nagyberuházás hazai és nemzetközi összehasonlítása). Több különböző beosztáson át vezetett az útja 1985-ben a műszaki igazgatói, majd 1989-ben, 40 évesen a vezérigazgatói posztig (Drótos László, az addigi vezérigazgató, megromlott egészségi állapota miatt nyugdíjba vonult). Akkoriban a gyár már az ország egyik legnehezebb helyzetben lévő iparvállalata volt, a kohászat válsága nemzetközileg is mélyült, az alapanyag- és az energiaárak erőteljesen növekedni kezdtek, ráadásul a gyár műszaki színvonala sem felelt már meg a követelményeknek. Az elhibázott privatizációs lépések miatt 1992 tavaszán távozott a gyárból.
1990-től 1994-ig a Magyar Gazdasági Kamara, majd 1995-től 2000-ig a Magyar Kereskedelmi és Iparkamarának elnöke volt. A nemzetközi gyakorlatnak megfelelően átalakította a kamarai rendszert, 1998-ban pedig létrehozta a kamara Gazdaság- és Vállalkozáskutató Intézetét. 1991 és 1993 között a Magyar Befektetési és Fejlesztési Bank igazgatósági tagja, majd 1994–1995-ben a Rákóczi Regionális Bank elnöke volt. 2000-től 2010-ig töltötte be az Országos Magyar Bányászati és Kohászati Egyesület elnöki tisztét. Három elnöki ciklus után 2010-ben örökös tiszteleti elnöknek választották.
1995-ben – állami privatizációs pályázatot megnyerve – az Inotai Alumínium Kft. tulajdonosa lett, 1996-ban a bauxitbányászatban szerzett résztulajdont, majd az Ajkai Timföldgyár következett. Ezzel kialakult az alumíniumgyártó és feldolgozó vertikum. 1997-ben a cégekből megalakult a Magyar Alumínium Rt. (MAL Rt.), amelynek igazgatósági elnöke lett. A timföldgyártás terén kiemelt hangsúlyt fektettek a speciális célú, nem kohászati felhasználásra szánt timföldek gyártására, és a vállalat viszonylag rövid idő alatt Európa harmadik legnagyobb speciális timföldgyártója lett.
2010. október 4-én délben, minden előzmény nélkül átszakadt a Kolontár és Ajka között létesített vörösiszap-tároló gátja, hatalmas gazdasági és ökológiai károkat okozva a térségben. Fontos megjegyezni, hogy amikor a MAL megvette a gyárat, a tároló már töltési stádiumban volt, és a kazetta minden hatósági engedélye, okmánya rendben volt. Tolnay ezt tudva egy villáminterjúban arra a kérdésre, hogy ki a felelős, azt mondta: „Biztos, hogy nem mi vagyunk”. Ennek ellenére a 2010. november 5-ei kormányhatározat a MAL Zrt-t nevezte meg a katasztrófa okozójának.

## Elismerései
1984-ben megkapta a Munka Érdemrend ezüst fokozatát. 1998-ban Eötvös Loránd-díj, 2007-ben  Kármán Tódor-díj, a Miskolci Egyetemtől pedig a Pro Universitate kitüntetésben részesült.

## Magánélete
1976-ban nősült meg, felesége Szilágyi Marianne gyógypedagógus, négy gyermekük született.